# 金星15號
金星15号（俄语：Венера-15）是前苏联发射到金星的一艘太空飞船。该无人轨道飞行器将使用高分辨率成像系统绘制金星表面的地图，它与金星16号完全相同，都是基于早期金星计划太空探测器的改进版。

## 任务慨述

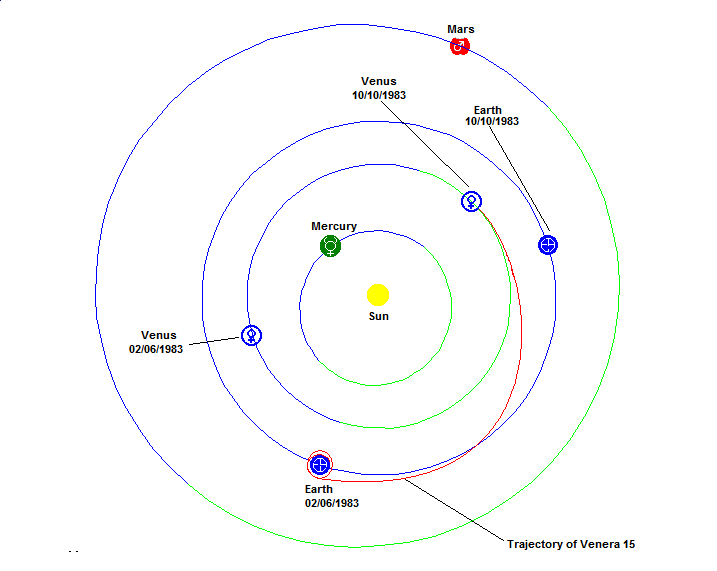
金星15号飞行轨迹图

金星15号于1983年6月2日世界时2点38分39秒发射升空，同年10月10日抵达金星轨道。
该飞船与金星16号相隔一天进入金星轨道， 二艘飞船轨道平面相差大约4度 ，这样可使得必要时可对某一区域进行重新拍摄处理。该航天器处于近极轨道，近心点距北纬62°处小于1000公里，远心点为65000公里，轨道倾角~90°，轨道周期~24小时。
在为期8个月的测绘作业中，航天器与金星16号一起对北极至北纬约30°（即约25%的金星表面）的区域进行了成像。

## 探测器结构
“金星15号”和“金星16号”飞船完全相同的，都是对金星9号和金星14号探测器轨道器作部分改进而成。每艘航天器由一个5（16英尺）长的圆筒和一端安装了直径0.6（2.0英尺）、高1.4（4.6英尺）合成孔径雷达（SAR）的抛物面碟形天线构成。直径1米的无线电测高仪抛物面碟形天线也位于这一端。无线电测高仪天线的电轴与圆筒轴线对齐，而合成孔径雷达的电轴则偏离航天器轴线10度。在成像过程中，无线电测高仪将与金星中心（局部垂直）对齐，而合成孔径雷达则以10度的角度向外扫描。圆筒另一端凸起部分用来存放燃料箱和推进装置，两块方形太阳能电池像翅膀般从圆柱体两侧伸出，一具2.6（8.5英尺）的无线电碟形天线也连接在圆筒的侧面。每艘飞船的质量为4,000（8,800英磅）。
金星15和16号都配备了合成孔径雷达，在这一任务中雷达非常必要，因为没有其他东西能穿透金星稠密的云层，同时探测器也安装了一部保存图像的电脑，这一雷达系统取代了以前的金星探测器所搭载的常规着陆器。 
探测器仪器和实验清单：
- 极地-V型合成孔径雷达
- 欧米茄雷达高度计
- 红外傅里叶光谱仪
- 宇宙射线探测器（6个传感器）
- 太阳等离子体探测器

为抵达金星，金星15号被发射到日心轨道上，近日点0.71天文单位，远日点为1.01天文单位，轨道离心率0.17，轨道倾角2.3度，轨道周期为293天。